# Sandstjärnen
Sandstjärnen är en sjö i Bräcke kommun i Jämtland och ingår i Ljungans huvudavrinningsområde. Sjön har en area på 0,0699 kvadratkilometer och ligger 208,9 meter över havet.

## Delavrinningsområde
Sandstjärnen ingår i det delavrinningsområde (696375-152000) som SMHI kallar för Utloppet av Hemsjön. Medelhöjden är 257 meter över havet och ytan är 26,31 kvadratkilometer. Räknas de 280 avrinningsområdena uppströms in blir den ackumulerade arean 2 829,94 kvadratkilometer. Gimån som avvattnar avrinningsområdet har biflödesordning 2, vilket innebär att vattnet flödar genom totalt 2 vattendrag innan det når havet efter 118 kilometer. Avrinningsområdet består mestadels av skog (61 procent). Avrinningsområdet har 5,19 kvadratkilometer vattenytor vilket ger det en sjöprocent på 19,8 procent.